# Pseudorhipsalis himantoclada
Pseudorhipsalis himantoclada är en kaktusväxtart som först beskrevs av Rol.-goss., och fick sitt nu gällande namn av Nathaniel Lord Britton och Joseph Nelson Rose. Pseudorhipsalis himantoclada ingår i släktet Pseudorhipsalis och familjen kaktusväxter. Inga underarter finns listade i Catalogue of Life.

## Bildgalleri

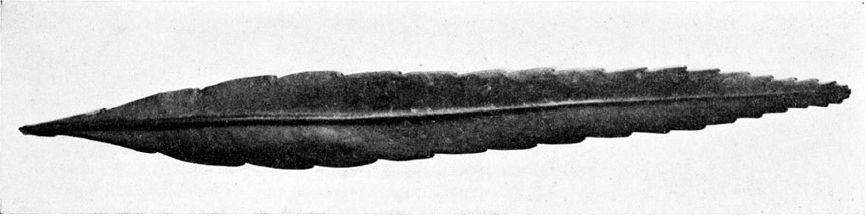